# Ласайл (рудник)
Ласайл (рудник) — колишнє рудне підприємство, яке діяло на півночі Оману.
Розробка мідного родовища Ласайл почалася в 1983 році та велась підземним методом. Видобута руда спрямовувалась на розташовану неподалік збагачувальну фабрику в Ласайлі.
Крім того, взялися за відпрацювання відкритим способом родовища-сателіта Ласайл-Захід, що за кілька сотень метрів від головного родовища.
У 1994-му розробка припинилась через вичерпання запасів, при цьому за час діяльності рудника тут видобули 13 млн тонн руди із середнім вмістом міді на рівні 2 %.
Проєктом опікувалась оманська державна компанія Oman Mining Company (OMCO).